# Emiliána z Říma (mučednice)
Svatá Emiliána z Říma byla mučednice panna v Římě. Více informací není známo.
Její svátek se slaví 30. června.